# ندا خوری
ندا حبیب خوری (۱ آوریل ۱۹۵۹) شاعر عرب اسرائیلی است. در روستای فسوطه در جلیل به دنیا آمد. شعرهای خود را در روزنامه‌ها و مجلات فرهنگی چاپ کرد و در جشنواره‌های شعر شرکت کرده است. عضو اتحادیهٔ نویسندگان عرب است. مدرس دانشگاه بن گوریون در بئر السبع در گروه ادبیات عبری است. او همچنین اولین شاعر عرب اسرائیلی است که در برنامه درسی ادبیات باگروت در اسرائیل گنجانده شده است.از جمله فعالیت‌های سیاسی او می‌توان به تشکیل سازمان راه به سوی صلح اشاره کرد.

## زندگی و پیشه
ندا حبیب خوری در روستای فسوطه در جلیل در ۱ آوریل ۱۹۵۹ به دنیا آمد. در آنجا زندگی کرد، بزرگ شد و آموخت. هنگامی که او چهارده ساله بود، به مدرسه‌ای شبانه‌روزی وابسته به صومعه‌ای کاتولیک در ناصره فرستاده شد. در سال ۱۹۸۸، مدرک لیسانس فلسفه و ادبیات تطبیقی را از دانشگاه حیفا و مدرک کارشناسی ارشد در علوم تربیتی و رفتاری از دانشگاه لتونی در سال ۲۰۰۰. دریافت کرد. وی در دوره تربیت معلم با موضوع خلاقیت در آموزش (۱۹۹۸–۲۰۰۲) شرکت کرد. مدرس ارشد در گروه ادبیات عبری در دانشگاه بن گوریون از سال ۲۰۰۵ است.
در سال ۱۹۹۵ برندهٔ جایزهٔ نویسندگی خلاق از وزارت آموزش و فرهنگ اسرائیل، جایزهٔ نویسندگی خلاق برای ادبیات از وزارت فرهنگ، علوم و ورزش در ۲۰۰۰ و جایزهٔ نخست‌وزیر برای نویسندگان عبری در ۲۰۱۲ شد. او در کنفرانس‌های شعر در اسرائیل و خارج از کشور شرکت کرد و در فهرست نهایی جایزهٔ بین‌المللی شعر وارویک در ۲۰۱۳ قرار گرفت.
او اولین مجموعه شعر خود را در سال ۱۹۸۷ به زبان عربی با عنوان «سکوت خود را به شما اعلام می‌کنم» منتشر کرد. او دو مجموعه شعر به زبان عبری منتشر کرد، اولی «جریان پابرهنه» (۱۹۹۰) و دومی «بدن دیگری» (۲۰۱۱). در هر دو مجموعه، برخی از ترانه‌ها در اصل به زبان عبری نوشته شده بودند و برخی دیگر از عربی ترجمه شده بودند. بنا به بررسی حنا عمیت کوخافی، سبک شعری خوری، مدرن و حسی است که «این در موسیقی او نمود پیدا می‌کند. او اغلب از ضمیر اول شخص استفاده می‌کند و پیچیدگی‌های دیدگاه شخصی را بررسی می‌کند. اشعار او تمایل دارند تا دنیای درونی، ذهنی و پنهانی گوینده را آشکار کنند که گاهی تا مرز گروتسک می‌رسد. اشعار او حاوی توصیفات صریح جنسی از عشق و عمل عشق است که به عنوان منبعی تمام نشدنی از لذت و رنج شدید ارائه می‌شود. عاشقانی که توسط گرمای شور حمل می‌شوند به عناصر قدرتمند طبیعت مانند دریا و رعد و برق تشبیه می‌شوند. از سوی دیگر، بسیاری از اشعار خوری بر سرکوب زنان توسط مردان، جامعه و دین متمرکز است… نوشته‌های او شامل عناصری از متون مقدس مسیحی و آیین‌هایی است که در کلیسا انجام می‌شود. این کلمات برای توصیف فضای صمیمی حاکم بر خود آیین‌های مسیحی و برای انتقاد شدید از ظلم و ستم دستگاه دینی استفاده می‌شود. برخی از این اشعار ممکن است به عنوان ترانه‌های اعتراضی علیه اشغالگری اسرائیل خوانده شود، اگرچه این موضوع به صراحت بیان نشده است. علاوه بر این، شعر او از آگاهی و حساسیت لطیف او نسبت به قدرت کلام و تراکم شعر نشات گرفته است.» از نگاه شاکر فرید حسن، «اشعار ندای خوری فریادهایی علیه زشتی، انحطاط، بی عدالتی و ستم اجتماعی است. بیانی از دنیای درونی و معنوی اوست و دربارهٔ نگرانی و اضطراب عمومی جمعی و نگرانی‌ها و عذاب‌های زن/زن تحت ستم در جامعه ارتجاعی و عقب مانده که آزادی، دموکراسی و آزادی بیان و عقیده را نمی‌شناسد، زن از حق تصمیم‌گیری محروم می‌کند، گویی این امر باید همیشه به میل و ارادهٔ مرد وابسته باشد.»
او یکی از زنان برجستهٔ شاعر در ادب و فرهنگ فلسطین-عرب اسرائیلی مدرن به‌شمار می‌رود که از دههٔ ۱۹۷۰ حرفهٔ ادبی خود را آغاز کرد.او با فعالیت فرهنگی، شرکت در شب‌های شعر، سمینارهای ادبی و با نوشته‌های شعری‌اش که در روزنامه‌ها، مجلات، ضمیمه‌های فرهنگی و ادبیات حزب کمونیست منتشر می‌شد، توجه خوانندگان و منتقدان را به خود جلب کرد. ندا خوری کار خود را در دانشگاه بئرالسبع در سال ۲۰۰۵ آغاز کرد و مسیر شغلی آکادمیک را طی کرد و به عنوان مدرس ارشد در گروه ادبیات عبری در زمینهٔ خلاقیت ادبی منصوب شد. او فعالیت علمی خود را با اخذ مدرک استادی به اوج رساند.

## زندگی شخصی
او در روستای فسوطه محل تولد خود زندگی می‌کند و متأهل و دارای چهار فرزند است.

## آثار
از جمله دیوان‌های شعری وی:
- أعلن لك صمتي: دار أبو رحمون للنشر و دار الاسوار، عکا، ۱۹۸۷.
- جديلة الرعد: دار المشرق للطباعة الترجمة والنشر، شفاعمرو، ۱۹۸۹.
- נחל יחף: به عبری، ۱۹۹۰.
- زنّار الرّيح: مطبعة أبو رحمون، عکا، ۱۹۹۲.
- ثقافة النبيذ: اداره فرهنگ عرب در وزارت آموزش و پرورش و فرهنگ، ناصره، ۱۹۹۳.
- خواتم الملح: دار الفارس، امّان، ۱۹۹۸.
- أجمل الآلهات تبكي: مرکز الحضارة العربیة للإعلام والنشر والدراسات، قاهره، ۲۰۰۰.
- الخلل: باب المناولة: مکتبة کل شیء للطباعة والنشر، حیفا، ۲۰۱۱.
- גוף אחר: به عبری، ۲۰۱۱.
- الخطايا: کتاب شعر به سه زبان انگلیسی، عبری و عربی، اچ ان بی، ۲۰۱۱.
- الخيول: مکتبة کل شیء للطباعة والنشر، حیفا، ۲۰۱۸.